# Ligue Inter-régions
La Ligue Inter-régions, conosciuta anche come Division 3, è la terza divisione del campionato algerino di calcio. Istituita nel 1963, è la seconda divisione dilettantistica dell'Algeria. È costituita da 96 squadre divise in sei gironi da 16 compagini ciascuno.
È controllata dalla Ligue Inter-régions de Football (LIRF).

## Organizzazione
Ovest
     Centro
     Est
     Sud-Ovest
     Sud-Est

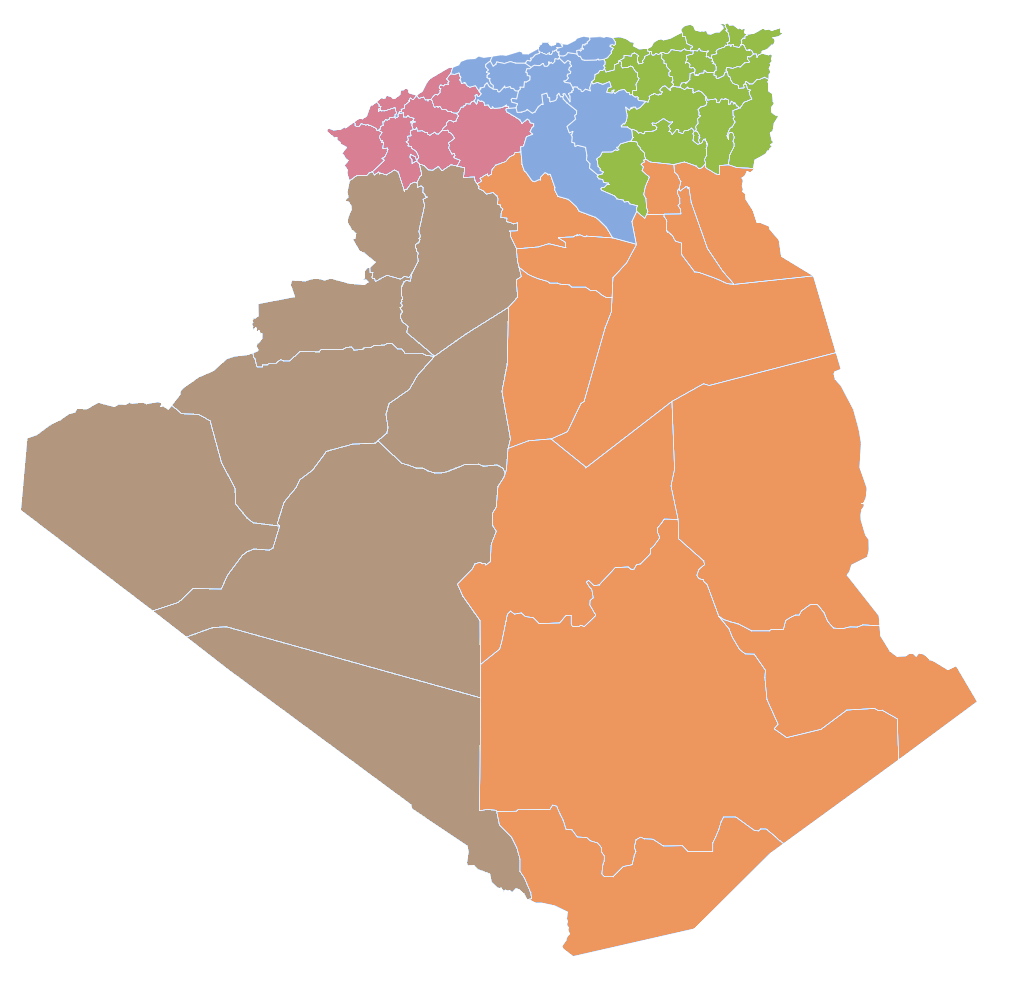
Suddivisione delle regioni che determinano la composizione dei gironi.
Ovest
Centro
Est
Sud-Ovest
Sud-Est

Questa competizione rappresenta il secondo livello dilettantistico del calcio algerino; è costituita da 6 gironi da 16 club ciascuno, determinati in base alla loro posizione geografica all'interno delle 5 macro aree della nazione.
Alla fine della stagione, la prima classificata di ogni girone viene promossa direttamente in Ligue 2; l'ultima classificata viene retrocessa direttamente in quarta divisione, mentre la penultima e la terzultima dovranno attendere i risultati dei vari campionati regionali per ricevere il verdetto finale sull'eventuale retrocessione.

## Partecipanti stagione 2024-2025

### Gruppo Centro-Est
- AB Barika
- A Bou Saâda
- A El Eulma
- AS Bordj Ghedir
- ES Bouakeul
- E Sour El Ghozlane
- IB Lakhdaria
- JS Azazga
- JS Boumerdes
- JSM Béjaïa
- MB Barika
- MC El Eulma
- MO Béjaïa
- RC Bougaa
- USB Berhoum
- USM Sétif

### Gruppo Centro-Ovest
- CB Beni Slimane
- CRB Aïn Oussera
- CRB Beni Tamou
- CR Zaouia
- HRB Fouka
- IRB Sougueur
- JS Haï Djabel
- JS Tixeraine
- MS Cherchell
- Olympique de Médéa
- ORB Oued Fodda
- RA Aïn Defla
- USM Blida
- WA Boufarik
- WAB Tissemsilt
- WB Meftah

### Gruppo Est
- AS Aïn M'lila
- CB Mila
- CRB Aïn Fakroun
- CRB Aïn Yagout
- ES Guelma
- IRB Sedrata
- JB Aïn Kercha
- JSM Skikda
- NASR El Fedjoudj
- NRB Beni Oulbane
- NRB Tazouguert
- NRC Boudjelbana
- US Boukhadra
- USF Constantine
- US Tébessa
- WA Zighoud Youcef

### Gruppo Ovest
- CAS Abdelmoumen
- ES Tighennif
- FCB Telagh
- ICS Tlemcen
- IRB El Kerma
- IR Bouhenni Tiaret
- IS Tighennif
- JS Bendadoud
- JS Emir Abdelkader
- Nasr Es-Senia
- O Sidi Ben Adda
- RC Relizane
- SCM Oran
- USM Bel Abbès
- US Remchi
- WA Tlemcen

### Gruppo Sud-Est
- ASB Metlili Châamba
- CRB Djemaa
- CR Béni Thour
- CSSW Illizi
- IB Laghouat
- IRB Kheneg
- IRB Nezla
- IRB Robbah
- IRB Zaouia
- MB Hassi Messaoud
- NRB Touggourt
- NT Souf
- Olympique El-Oued
- TR Tigdidine
- UR Hamadine
- USB Hassi R'Mel

### Gruppo Sud-Ovest
- A Aïn Sefra
- CRB Adrar
- CRB Bougtob
- CRB Tindouf
- IR Mécheria
- IRM Ben Amar
- JRB Taghit
- JS Guir
- MC Ghassoul
- MC El Abiodh Sidi Cheikh
- MCZ Hinoun
- NRB Fenoughil
- NRB Sbaa
- NRC Hattaba Adrar
- US Naâma
- USM Tindouf